# Phenacoccus bicerarius
Phenacoccus bicerarius är en insektsart som beskrevs av Borchsenius 1949. Phenacoccus bicerarius ingår i släktet Phenacoccus och familjen ullsköldlöss. Inga underarter finns listade i Catalogue of Life.